# Sudamérica Rugby
Sudamérica Rugby (connue sous le nom de Confederación Sudamericana de Rugby ou son acronyme CONSUR jusqu'en 2015) est l'organisme qui gère le rugby à XV en Amérique du Sud, sous l'autorité de World Rugby.

## Histoire
La CONSUR est créée le 14 octobre 1988 à Asuncion, à l'initiative des fédérations d'Argentine, du Brésil, du Chili, du Paraguay et de l'Uruguay :
- Unión Argentina de Rugby
- Associação Brasileira de Rugby
- Federación de Rugby de Chile
- Unión de Rugby del Paraguay
- Unión de Rugby del Uruguay

Il s'agit d'une des six associations régionales de World Rugby et elle a pour but de développer le rugby à XV et ses dérivés en Amérique du Sud. Elle compte neuf membres.
La CONSUR organise notamment le Championnat d'Amérique du Sud de rugby à XV qui comprend deux divisions : l'équipe réserve d'Argentine affronte généralement le Chili, l'Uruguay, le Brésil et le Paraguay dans la division A, tandis que le Venezuela, le Chili, le Pérou et le Costa Rica sont dans la division B. Les juniors ont également une compétition similaire. Par ailleurs, la CONSUR organise le Cross Borders où le Chili et l'Uruguay affrontent des régions argentines. En rugby à sept, elle gère aussi le championnat sud-américain, le Seven Sudamericano, masculin et féminin.
En juillet 2015, la CONSUR change de nom et devient Sudamérica Rugby, en concordance avec le changement d'identité de World Rugby et des autres institutions continentales.

## Membres

### Dix membres de World Rugby
- Argentine
- Brésil
- Chili
- Colombie
- Costa Rica
- Guatemala
- Paraguay
- Pérou
- Uruguay
- Venezuela

### Un membre associé de World Rugby
- Panama

### Cinq membres associés de Sudamérica Rugby
- Bolivie
- Équateur
- Honduras
- Nicaragua
- Salvador

## Identité visuelle

Évolution du logo
Ancien logo.
Logo abandonné en 2015.
Logo de 2015 à 2017.
Logo depuis 2017.

## Compétitions organisées
- Championnat d'Amérique du Sud (équipes nationales)
- Súper Rugby Américas (clubs, depuis 2021)
- Americas Rugby Championship (équipes nationales, 2016 à 2019, co-organisé avec North America Rugby)
- Americas Rugby Challenge (équipes nationales, 2016 à 2019, co-organisé avec North America Rugby)
- Tournoi des Trois Nations sud-américain (équipes nationales, depuis 2021)

## Classement masculin World Rugby par nation
Le tableau suivant retrace le classement des sélections de la Confédération africaine de rugby depuis 2003 d'après leurs points au classement mondial World Rugby établi en fin d'année civile de coupe du monde.
| Équipe     | 2003 | 2007 | 2011 | 2015 | 2019 | 2023 |
| ---------- | ---- | ---- | ---- | ---- | ---- | ---- |
| Argentine  | 7    | 3    | 7    | 5    | 10   | 7    |
| Brésil     | 34   | 33   | 34   | 42   | 26   | 28   |
| Chili      | 24   | 24   | 23   | 24   | 29   | 23   |
| Colombie   | 81   | 63   | 72   | 47   | 33   | 41   |
| Paraguay   | 35   | 31   | 41   | 37   | 46   | 38   |
| Pérou      | 54   | 60   | 64   | 71   | 76   | 74   |
| Uruguay    | 16   | 20   | 21   | 20   | 18   | 18   |
| Venezuela  | 49   | 70   | 53   | 68   | 60   | 79   |
| Costa Rica | -    | -    | -    | -    | 96   | 100  |